# Râs roșu
Râsul roșu (Lynx rufus), numit și bobcat, este una dintre cele patru specii extante din genul de felide sălbatice de mărime medie Lynx. Originar din America de Nord, arealul său se întinde pornind de la sudul Canadei și trece prin majoritatea Statelor Unite contigue până în statul Oaxaca din Mexic. Este listat ca specie neamenințată cu dispariția pe Lista roșie a IUCN începând din anul 2002, datorită răspândirii sale întinse și a populației mari. Cu toate că a fost vânat la scară largă atât pentru blană, cât și ca activitate sportivă, populațiile s-au dovedit a fi stabile, deși sunt în scădere în unele zone.
Are bare negre distinctive pe picioarele din spate și coada sa cu vârf negru este asemănătoare cu un ciot. Atinge o lungime totală (incluzând coada) de până la 125 cm. Este un prădător adaptabil ce viețuiește în zone împădurite, semideșerturi, periferii urbane, periferii de păduri și medii mlăștinoase. A rămas în câtva din arealul său original, dar unele populații sunt vulnerabile la extincția locală⁠(en)[traduceți] cauzată de coioți și animale domestice. Deși râsul roșu preferă să vâneze iepuri, vânează și insecte, găini, gâște și alte păsări, rozătoare și cervide. Selectarea prăzii variază în funcție de locație și habitat, anotimp și abundență. La fel ca majoritatea felidelor, râsul roșu este teritorial și în mare parte solitar, deși există ceva suprapunere la domeniile vitale. Folosește câteva metode pentru a își marca granițele teritoriale, printre care se numără scrijelituri făcute cu gheara și adunăturile de urină și fecale. Râsul roșu se împerechează și se reproduce din iarnă până prin primăvară și are o perioadă de gestație de circa două luni. 
Două subspecii sunt recunoscute: una la estul Marilor Câmpii, iar cealaltă la vestul Marilor Câmpii. Este menționat în unele povești ale populațiilor indigene din America de Nord și America Centrală, precum și în folclorul locuitorilor cu descendență europeană ai Americilor.

## Taxonomie și evoluție

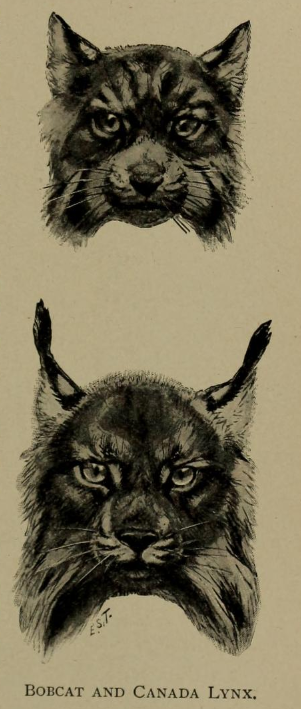
Râsul canadian are ciufuri distinctive în vârful urechilor și blană în stilul „favoriților” mai lungă pe partea inferioară a feței.

Felis rufa era denumirea științifică propusă de Johann Christian Daniel von Schreber⁠(en)[traduceți] în anul 1777, locația tipului fiind Provincia New York. În secolul al XIX-lea și al XX-lea, următoarele specimene zoologice⁠(en)[traduceți] au fost descrise:
- Lynx floridanus propus de Constantine Samuel Rafinesque⁠(en)[traduceți] în 1817 era un râs cu tentă cenușie și pete brune-găbenii din Florida.[8]
- Lynx fasciatus propus tot de Rafinesque în 1817 era un râs brun-roșiatic cu blana deasă de la coasta de nord-vest.[8]
- Lynx baileyi propus de Clinton Hart Merriam⁠(en)[traduceți] în 1890 era un râs femelă care a fost împușcat în Munții San Francisco.[9]
- Lynx texensis propus de Joel Asaph Allen⁠(en)[traduceți] în 1895 pentru a înlocui denumirea mai veche Lynx rufus var. maculatus.[10]
- Lynx gigas propus de Outram Bangs⁠(en)[traduceți] în 1897 era pielea unui râs mascul adult împușcat în apropierea satului Bear River, Nova Scotia⁠(en)[traduceți].[11]
- Lynx rufus eremicus și Lynx rufus californicus propuse de Edgar Alexander Mearns⁠(en)[traduceți] în 1898 erau craniile și pieile a doi râși adulți uciși în comitatul San Diego, California.[12]
- Lynx rufus peninsularis propus de Oldfield Thomas în 1898 era un craniu și o piele rufescentă palidă a unui râs mascul din Peninsula Baja California.[13]
- Lynx fasciatus pallescens propus de Merriam în 1899 era pielea unui râs cenușiu ce a fost ucis aproape de Trout Lake, Washington⁠(en)[traduceți].[14]
- Lynx ruffus escuinapae propus de Allen în 1903 era un craniu și o piele rufescentă palidă a unui râs femelă adult din municipalitatea Escuinapa⁠(en)[traduceți] din Mexic.[15]
- Lynx rufus superiorensis propus de Randolph Lee Peterson și Stuart C. Downing în 1952 era un schelet și o piele a unui râs mascul ucis în apropierea fostului oraș Port Arthur, Ontario⁠(en)[traduceți].[16]
- Lynx rufus oaxacensis propus de George Goodwin în 1963 se baza pe trei cranii și șase piei de râși uciși în districtul Tehuantepec⁠(en)[traduceți] din Mexic.[17]

Validitatea⁠(en)[traduceți] acestor subspecii a fost contestată în 1981 datorită diferențelor minore dintre specimenele din variatele regiuni geografice ale Americii de Nord.
De la revizuirea taxonomiei felidelor din 2017, numai două subspecii sunt recunoscute drept taxoni valizi:
- L. r. rufus (Schreber, 1777) – la estul Marilor Câmpii[2]
- L. r. fasciatus (Rafinesque, 1817) – la vestul Marilor Câmpii[2]

### Filogenie
Genul Lynx împarte o cladă cu genurile Puma, Prionailurus⁠(en)[traduceți] și Felis datată la acum 7,15 milioane de ani în urmă; Lynx s-a despărțit în urmă cu aproximativ 3,24 milioane de ani.
Se presupune că râsul roșu a evoluat din râsul eurasiatic (Lynx lynx), care a ajuns până în America de Nord prin intermediul podului terestru Beringia în timpul Pleistocenului, progeniturile ajungând cel devreme în urmă cu 2,6 milioane de ani. A apărut pentru prima oară în timpul stadiului Irvingtonian⁠(en)[traduceți] acum 1,8 milioane de ani. Primul val de râși roșii s-a mutat în porțiunea sudică a Americii de Nord, care curând a fost întrerupt în partea de nord de ghețari; populația a evoluat în râșii roșii moderni acum vreo 20.000 de ani. O a doua populație a ajuns din Asia și s-a stabilit în nord, dezvoltându-se în râși canadieni (Lynx canadensis) moderni. Uneori poate avea loc hibridare între râsul roșu și râsul canadian.
Populațiile din estul și vestul Marilor Câmpii au fost probabil separate în timpul perioadelor inerglaciare ale Pleistocenului din cauza aridizării regiunii.

## Descriere

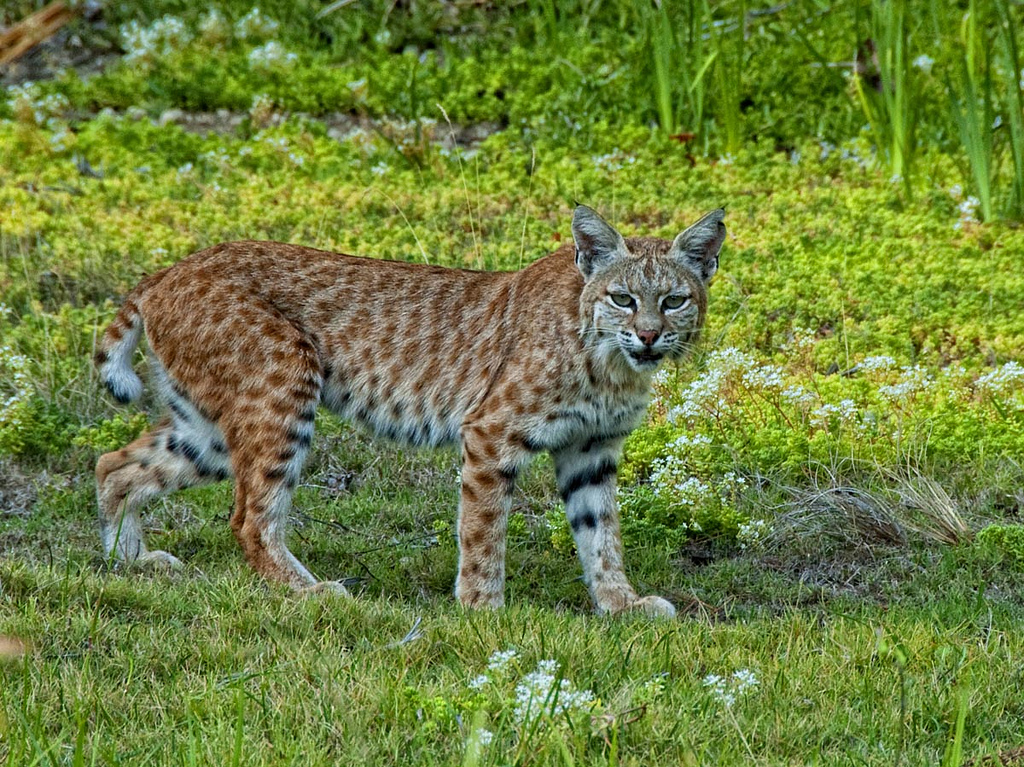
Ciufurile mici din vârful urechilor râsului roșu sunt dificil de observat chiar și la distanță moderată.

Râsul roșu se aseamănă cu alte specii ale genului de dimensiuni medii Lynx, dar este în medie cea mai mică specie dintre cele patru. Blana sa este de culori variabile, deși în general variază de la alutaceu până la cenușiu-brun, cu linii negre pe corp și bare negre pe picioarele din spate și pe coadă. Coloritul său pătat servește drept camuflaj. Urechile sunt ascuțite și au vârful negru și ciufuri scurte, negre. De obicei, o culoare albă-impură este vizibilă la buze, bărbie și părțile inferioare. Râșii roșii din regiunile deșertice ale sud-vestului au blana cea mai deschisă la culoare, pe când cei din regiunile împădurite, nordice, au blana cea mai închisă. Puii se nasc cu blană și o au pătată încă de la naștere. Câțiva râși roșii cu melanism au fost observați și capturați în Florida, SUA, și New Brunswick, Canada. Aceștia par a fi negri, dar blana lor încă poate avea un colorit cu pete.
Fața pare a fi largă datorită ciufurilor de păr extins de la dedesubtul urechilor. Ochii săi sunt galbeni, cu pupile negre, rotunde. Nasul său este rozaliu-roșu, iar râsul roșu are o culoare bazală de cenușiu, gălbeniu sau maroniu-roșu pe față, părțile laterale și spate. Pupilele se dilată pe durata activității nocturne pentru a maximiza receptarea luminii. Râsul roșu are văzul și auzul ascuțite, precum și un simț olfactiv bun. Este un cățărător excelent și înoată când este nevoit să o facă, dar în mod normal evită apa.
Un râs roșu adult are 47,5–125 cm în lungime de la cap până la baza cozii sale distinctive asemănătoare cu un ciot, dar în medie are 82,7 cm; lungimea cozii este de 9–20 cm.
Denumirea „bobcat” (din cuvintele engleze bobbed și cat ce se referă la păr în stil bob⁠(en)[traduceți], respectiv la felidă) provine de la asemănarea cozii cu un ciot.
La adult, înălțimea până la greabăn este de 30–60 cm.
Greutatea masculilor adulți variază la 6,4–18,3 kg, în medie fiind de 9,6 kg; cea a femelelor la 4–15,3 kg, în medie fiind de 6,8 kg. Cel mai mare râs măsurat cu acuratețe și înregistrat cântărea 22,2 kg, deși raportări neverificate precizează greutăți de 27 kg. De astfel, o raportare din 20 iunie 2022 a unui specimen ucis pe șosea din New Hampshire a listat greutatea animalului ca fiind de 27 kg. Râșii roșii cu corpul cel mai mare au fost raportați în estul Canadei și nordul Noii Anglii, iar cei cu corpul cel mai mic în sudul Munților Apalași.
În concordanță cu regula lui Bergmann, râsul roșu este mai mare în partea nordică a arealului și în habitate deschise. Un studiu al comparării mărimii morfologice în estul Statelor Unite a descoperit o divergență în locația celor mai mari specimene de masculi și femele, sugerând variate constrângeri ale selecției pentru sexe.
Mușchii scheletici constituie în jur de 58,5 % din greutatea corporală a râsului roșu. La naștere cântărește 270–340 g și are cam 25 cm în lungime. La vârsta de un an cântărește în jur de 4,5 kg.

### Urmele labelor

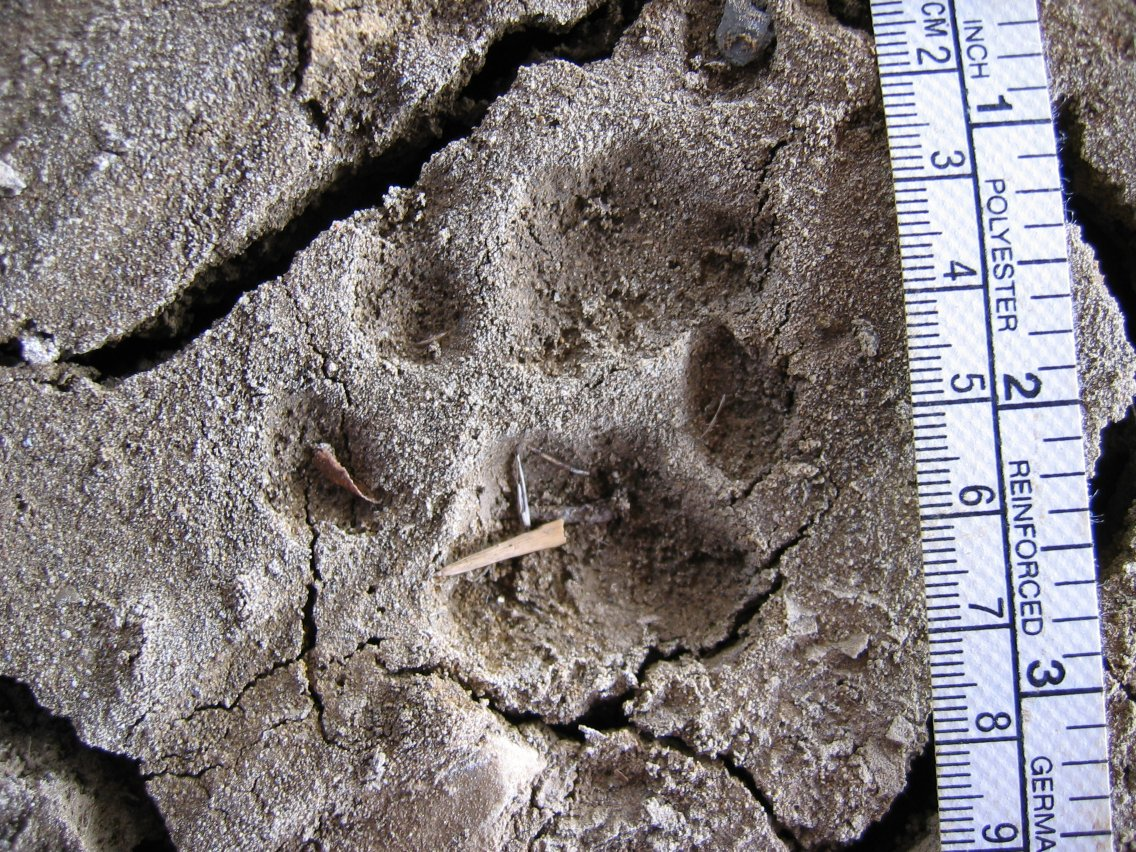
Urme în noroi ale labelor unui râs roșu prezentând imprimarea labei din spate (sus) acoperind parțial imprimarea labei din față (centru)

Urmele lăsate de labele râsului roșu prezintă patru degete fără marcaje provocate de gheare, datorită ghearelor sale retractabile. Urmele variază în dimensiune la 25–76 mm; media este de aproximativ 44 mm. Când se plimbă sau merge grăbit, urmele sunt distanțate aparte de circa 20–46 cm. Râsul roșu face pași mari când aleargă, adesea de la 1,2–2,4 m.
La fel ca toate felidele, râsul roșu „imprimă direct”, adică urmele labelor sale din spate nimeresc de obicei exact pe urmele labelor din față. Urmele labelor râșilor roșii pot fi în general deosebite de urmele labelor pisicilor de casă sau sălbăticite⁠(en)[traduceți] prin observarea dimensiunii lor mai mari: în jur de 13 cm² contra 9,7 cm².

## Răspândire și habitat

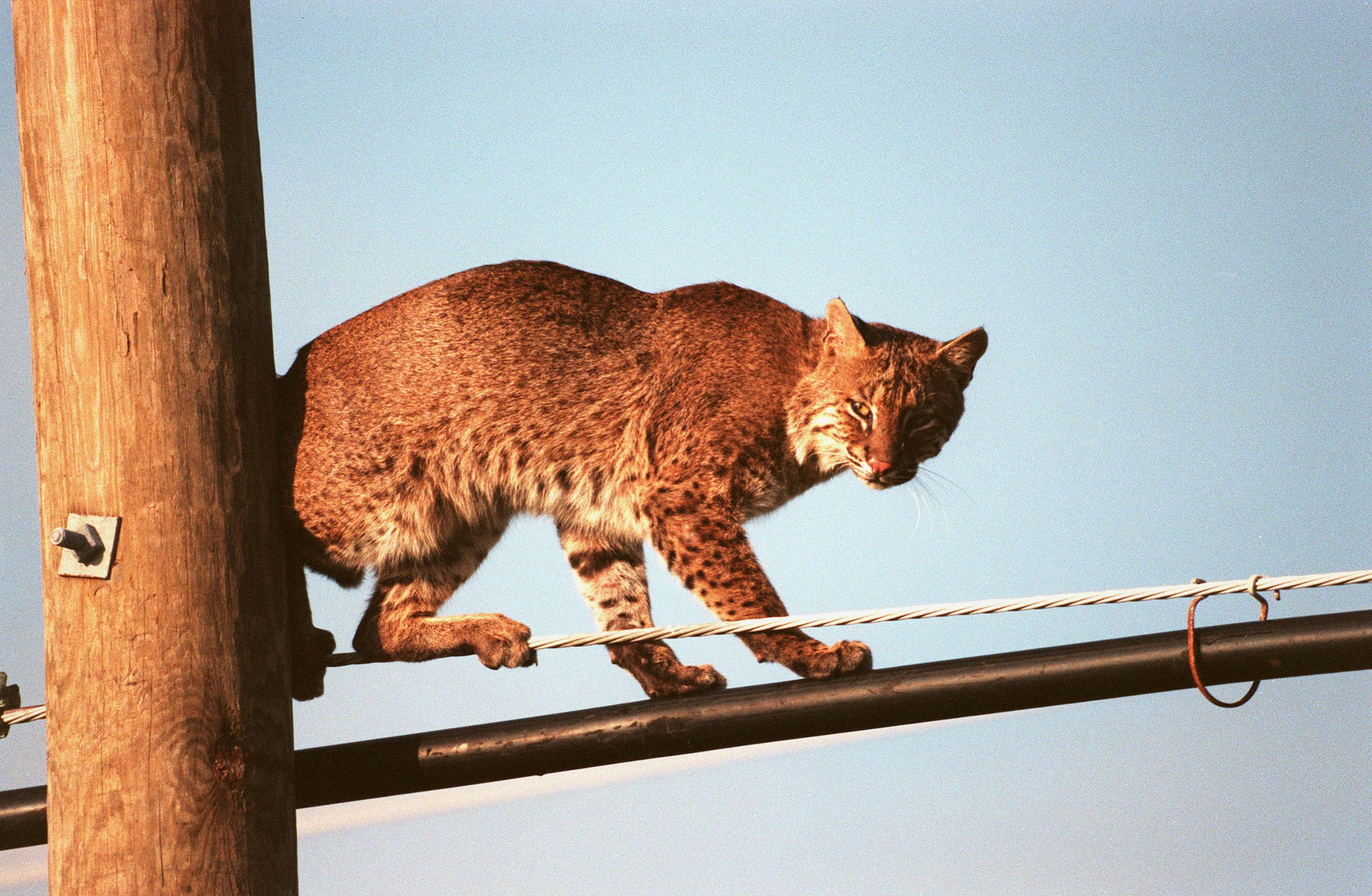
Râs roșu în împrejurimi urbane, aici văzut cățărându-se pe un stâlp de telegraf de la Centrul Spațial Kennedy. Arealul speciei nu pare a fi limitat de populațiile umane, atât timp cât râsul roșu încă poate găsi habitate propice.

Râsul roșu este o specie adaptabilă. Preferă regiuni împădurite—de foioase, de conifere sau mixte—dar nu depinde exclusiv de păduri adânci. Arealul său se întinde de la mlaștinile umede ale Floridei până la terenurile deșertice ale Texasului sau zonele montane accidentate. Își face casa lângă zone agricole, dacă sunt prezente periferii stâncoase, mlaștini sau suprafețe împădurite; coloritul pătat al blănii îi servește drept camuflaj. Populația râsului roșu depinde în principal de populația prăzii sale; alți factori principali în alegerea tipului de habitat includ protecția împotriva vremii severe, exceptarea de la perturbare, disponibilitatea zonelor de odihnire și de vizuini și existența unui covor vegetal dens care este util la vânătoare și pentru a scăpa de pericole.
Arealul râsului roșu nu pare a fi limitat de populațiile umane, ci de către disponibilitatea habitatului propice; numai suprafețele întinse, intens cultivate sunt nepotrivite pentru specie. Animalul se poate ivi în curți din spate în medii din „periferii urbane”, unde dezvoltarea umană se intersectează cu habitatele naturale. În cazul în care este urmărit de un câine, de obicei se cațără într-un copac.
Arealul istoric al râsului roșu se întindea pornind de la sudul Canadei, trecea prin Statele Unite și ajungea cel mai departe în sud până în statul mexican Oaxaca, iar acum încă persistă de-a lungul unei mari părți a acestei suprafețe. În secolul al XX-lea, se presupunea că a pierdut teritoriu în Vestul Mijlociu și în părți din nord-est, incluzând sudul Minnesotei, estul Dakotei de Sud și o mare parte din Missouri, în principal din cauza schimbărilor asupra habitatului cauzate de practicile agricole moderne. Deși se crede că nu mai există în vestul New Yorkului și în Pennsylvania, mai multe observări de râși roșii (printre care și de specimene moarte) confirmate au fost raportate recent în Southern Tier⁠(en)[traduceți] din New York și New Yorkul central⁠(en)[traduceți], iar un râs roșu a fost capturat în 2018 pe o barcă turistică în orașul Pittsburgh, Pennsylvania. În plus, observări de râși roșii au fost confirmate în nordul statului Indiana, iar unul a fost ucis lângă Albion⁠(en)[traduceți], Michigan, în 2008. La începutul lunii martie 2010, un râs roșu a fost observat (și capturat mai târziu de autorități care se ocupă cu controlarea animalelor) într-un garaj de parcare din orașul Houston. Începând cu anul 2010, râșii roșii par să fi recolonizat multe state, găsindu-se în fiecare dintre cele 48 de state contigue cu excepția statului Delaware.
Populația de râși roșii din Canada este limitată atât din cauza adâncimii zăpezii, cât și a prezenței râsului canadian. Râsul roșu nu tolerează zăpada adâncă și așteaptă în zone adăpostite ca furtunile puternice să treacă; îi lipsesc labele mari și cu pernițe ale picioarelor pe care le are râsul canadian și nu își poate sprijini eficient greutatea pe zăpadă. Râsul roșu nu este în întregime în dezavantaj acolo unde arealul său întâlnește cel al câmpului mai mare: înlocuirea râsului canadian de către agresivul râs roșu a fost observată acolo unde aceștia interacționează în Noua Scoție, pe când defrișarea pădurilor de conifere în favoarea agriculturii a dus la o retragere înspre nord a arealului râsului canadian înspre avantajul râsului roșu. În nordul și centrul Mexicului este găsit în zone arbustive⁠(en)[traduceți] uscate și în păduri de pin și stejar; arealul său se sfârșește la porțiunea sudică tropicală a țării.

## Comportament și ecologie
Râsul roșu este crepuscular⁠(en)[traduceți], fiind în principal activ pe la amurg. Este în continuă mișcare timp de trei ore de la apusul soarelui până în jurul miezului nopții, iar apoi din nou înaintea zorilor timp de trei ore înaintea răsăritului soarelui. În fiecare noapte se deplasează 3–11 km pe parcursul rutei sale obișnuite. Acest comportament poate varia în funcție de sezon, căci râșii roșii devin mai diurni pe durata toamnei și a iernii ca reacție la activitatea prăzii care este mai activă pe durata zilei atunci când vremea este rece.

### Structură socială și domeniu vital

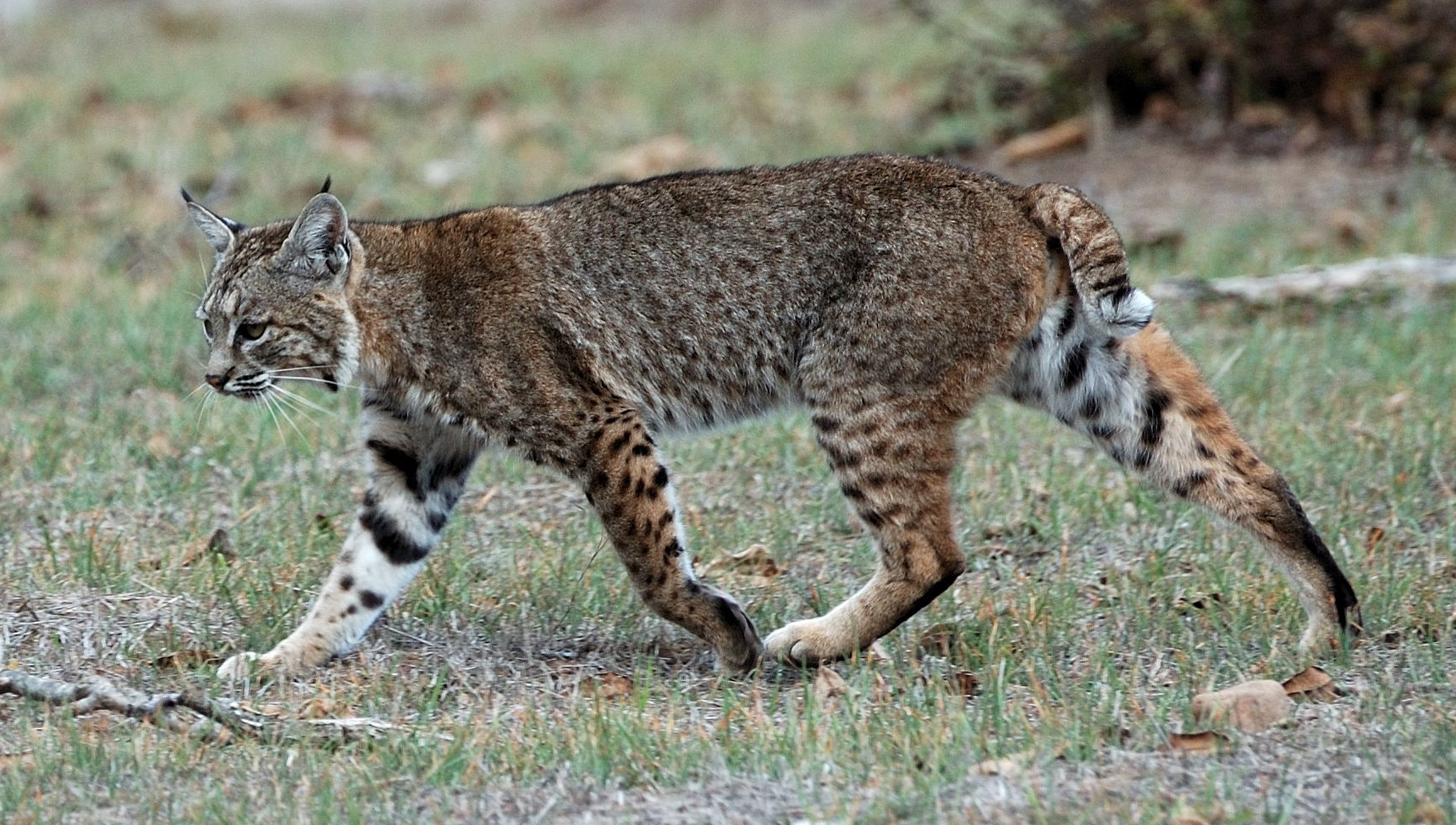
Râs roșu observat în en orașului San Jose, California

Activitățile râsului roșu se limitează pe teritorii bine-definite, care variază în suprafață în funcție de sex și răspândirea prăzii. Domeniul vital este marcat cu fecale, miros de urină și prin zgârierea copacilor proeminenți din zonă cu ajutorul ghearelor. Pe parcursul teritoriului său, râsul roșu are numeroase locuri unde să se adăpostească și câteva adăposturi auxiliare în porțiunile exterioare ale domeniului, precum bușteni găunoși, adunături de tufișuri, desișuri sau zone de sub margini de roci. Vizuina miroase puternic a râsul roșu care o utilizează.
Dimensiunile domeniilor vitale ale râșilor roșii variază semnificativ de la 0,596 până la 326 km². Un studiu în Kansas a descoperit masculi care trăiau acolo fiecare cu domenii vitale de câte circa 21 km², pe când femelele aveau fiecare domenii vitale de câte mai puțin de jumătate din acea suprafață. S-au descoperit râși roșii tranzitorii fiecare cu domenii vitale mai puțin bine-definite și de câte 57 km². Puii aveau cel mai mic domeniu vital, fiecare de câte mai puțin de circa 8 km². Despărțirea de domeniul natal este cel mai mult pronunțată la masculi.
Raportări legate de variația sezonieră în dimensiunea domeniului au fost echivoce. Un studiu a descoperit o variație mare în suprafețele domeniilor masculilor, de la 41 km² vara până la 104 km² iarna. Altul a descoperit că râșii roșii femele, mai ales cei care erau activi în a se reproduce, și-au extins domeniile vitale pe durata iernii, dar masculii pur și simplu și-au mutat domeniile fără a le extinde, ceea ce a fost în concordanță cu alte studii anterioare. Altă cercetare în diverse state americane a prezentat variație sezonieră puțină spre inexistentă.
La fel ca majoritatea felinelor, râsul roșu este în mare parte solitar, dar domeniile se suprapun adeseori. Neobișnuit pentru felide, masculii sunt mai toleranți la suprapuneri, pe când femelele rareori umblă prin domeniile altor râși roșii. Având în vedere dimensiunile reduse ale domeniilor lor vitale, două sau mai multe femele pot locui pe parcursul domeniului unui mascul. Când mai multe teritorii se suprapun, o ierarhie a dominării este adesea stabilită, ceea ce duce la excluderea unor râși roșii tranzitorii din zone favorizate.
Aliniată cu estimări cu mult diferite ale dimensiunii domeniului vital, densitatea populației prezintă într-un sondaj discrepanțe de la unul până la 38 de râși roșii per 26 km². Media este estimată la un râs roșu per 13 km². O legătură a fost observată între densitatea populației și proporția sexelor. O populație nevânată din California avea o proporție a sexelor de 2,1 masculi per femelă. Când densitatea a scăzut, densitatea s-a alterat la 0,86 masculi per femelă. Alt studiu a observat o proporție similară și a sugerat că s-ar putea ca masculii să fie capabili să facă față mai bine competiției crescute, iar asta a ajutat la limitarea reproducerii până ce diverși factori au scăzut densitatea.

### Vânarea prăzii și dietă

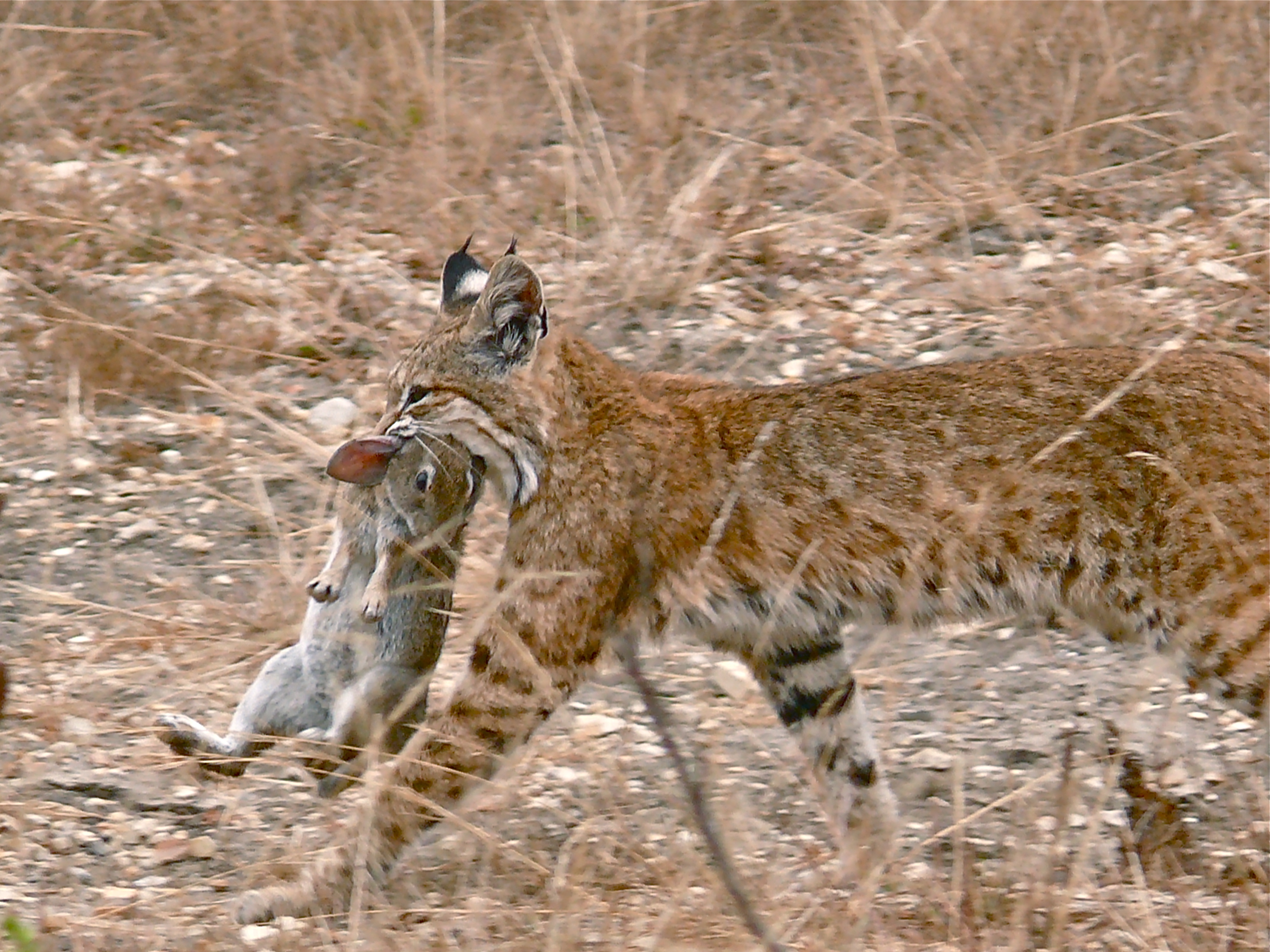
Râșii roșii vânează adeseori iepuri și rozătoare.

Râsul roșu este capabil să supraviețuiască perioade îndelungate fără hrană, dar se hrănește din abundență atunci când prada este abundentă. Pe durata perioadelor sărace, adesea vânează animale mai mari, pe care le poate ucide pentru a se întoarce mai târziu să le mănânce. Râsul roșu vânează pândindu-și prada, după care o prinde în ambuscadă țâșnind sau efectuând un salt. Preferă mamifere ce cântăresc în jur de 0,7–6 kg. Prada sa principală variază în funcție de regiune: în estul Statelor Unite este reprezentată din iepuri de pădure din Florida⁠(en)[traduceți] și iepuri din specia Sylvilagus transitionalis⁠(en)[traduceți], iar în nord din iepuri de zăpadă. Când aceste specii de pradă există împreună, după cum este cazul în Noua Anglie, toate reprezintă sursele principale de hrană ale râsului roșu. În sudul îndepărtat, iepurii sunt uneori înlocuiți de șobolani de bumbac⁠(en)[traduceți] în rolul de sursă primară de hrană. Lebede cu glas de trompetă⁠(en)[traduceți] ce aproape ating dimensiunea unui adult sunt de asemenea prinse în ambuscadă în timp ce se află în cuib, fiind mâncate alături de juvenili și de ouă. Râsul roșu este un prădător oportunist⁠(en)[traduceți] care spre deosebire de râsul canadian ce este specializat pe un anumit tip de pradă, își diversifică cu ușurință speciile pe care le vânează. Diversificarea dietei se corelează pozitiv cu o scădere în numărul de indivizi ai populației speciei vânate în principal de râsul roșu; abundența speciei pradă principale este principalul determinant al dietei per total.
Râsul roșu vânează animale de diferite mărimi și își ajustează tehnicile de vânătoare în consecință. Vânează în zone abundente în pradă și stă în poziție culcată sau chircită în așteptarea unor victime care să umble prin apropiere. După aceea saltă și apucă prada cu ghearele sale ascuțite și retractabile. Pentru animale ceva mai mari, precum gâște, rațe și iepuri, pândește din covorul vegetal și așteaptă până ce prada ajunge la 6–11 m înainte de a sări la atac. Mai puțin frecvent se hrănește cu animale și mai mari, precum copitate tinere, dar și alte carnivore, precum jderi pescari⁠(en)[traduceți] (în principal femele), vulpi⁠(en)[traduceți], nurci americane, jderi americani⁠(en)[traduceți], sconcși, ratoni, câini mici și pisici domestice. Vânează și rozătoare precum sciuride, cârtițe, bizami și șoareci⁠(en)[traduceți], însă și păsări, rechini mici și insecte,  și insecte. Râșii roșii vânează ocazional animale din șeptel⁠(en)[traduceți] și păsări de curte. Deși se știe că nu atacă specii mai mari, precum vite și cai, râșii roșii reprezintă o amenințare pentru rumegătoare mai mici precum porci, oi și capre. Potrivit National Agricultural Statistics Service⁠(en)[traduceți], râșii roșii au ucis 11.100 de oi în 2004, ceea ce înseamnă 4,9 % din decesele oilor cauzate de prădători. Totuși, o parte din decesele acestor oi ar putea fi identificate eronat ca fiind provocate de un râs roșu, căci se știe că râșii roșii mănâncă rămășițele hoiturilor animalelor din șeptel ucise de alte animale.
Se cunosc cazuri în care râsul roșu a ucis cervide sau antilope americane, iar uneori unele în care a vânat cerbi wapiti în vestul Americii de Nord, mai ales iarna când prăzile mai mici sunt rare sau populațiile de cervide devin mai abundente. Un studiu din Everglades⁠(en)[traduceți] a demonstrat că o mare parte din prăzile ucise (33 din 39) erau cervide juvenile. Potrivit administrației parcului Yellowstone, o mare parte din prăzile ucise (15 din 20) erau cerbi wapiti juvenili, dar râsul roșu este capabil să vâneze cu succes prăzi cu greutatea de până la opt ori mai mare decât a sa. Pândește cervida, adesea când aceasta stă culcat, după care țâșnește și o apucă de gât înainte de a o mușca⁠(en)[traduceți] de partea din față a gâtului, de baza craniului sau de piept. În rarul caz în care un râs roșu ucide o cervidă, acesta îi mănâncă măruntaiele, după care îi ascunde carcasa sub zăpadă sau frunze, adesea întorcându-se la ea de câteva ori pentru a se hrăni.
Suprafața pe care vânează râsul roșu se suprapune cu cea a altor prădători de mărime medie de o nișă ecologică similară. Cercetarea în Maine a prezentat puține dovezi de relații competitive între râs roșu și coiot sau vulpe roșie; distanțele de separare și suprapunerea teritoriilor părea aleatorie printre animalele monitorizate simultan. Cu toate acestea, alte studii au descoperit că populațiile de râși roșii pot scădea în zonele cu populații mari de coioți, atitudinea mai socială a coioților conferindu-le acestora un posibil avantaj competitiv. Cu râsul canadian, totuși, relația interspecifică⁠(en)[traduceți] afectează obiceiurile de răspândire; excluderea competitivă cauzată de către râsul roșu este probabil să fi prevenit oricare extindere înspre sud a arealului felidei cu care este înrudită.

### Reproducere și ciclu de viață

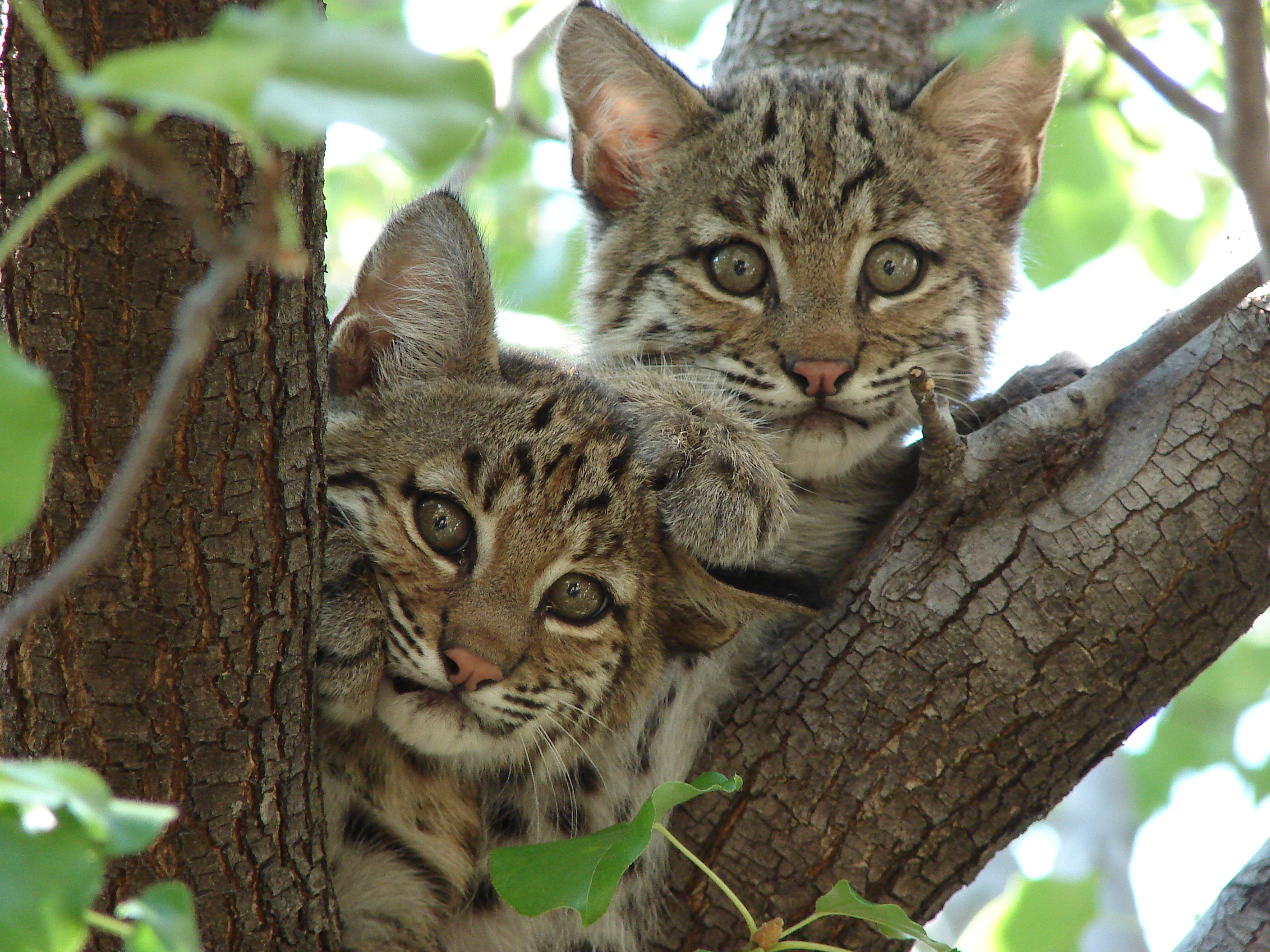
Pui de râs roșu în iunie, pe la vârsta de 2–4 luni

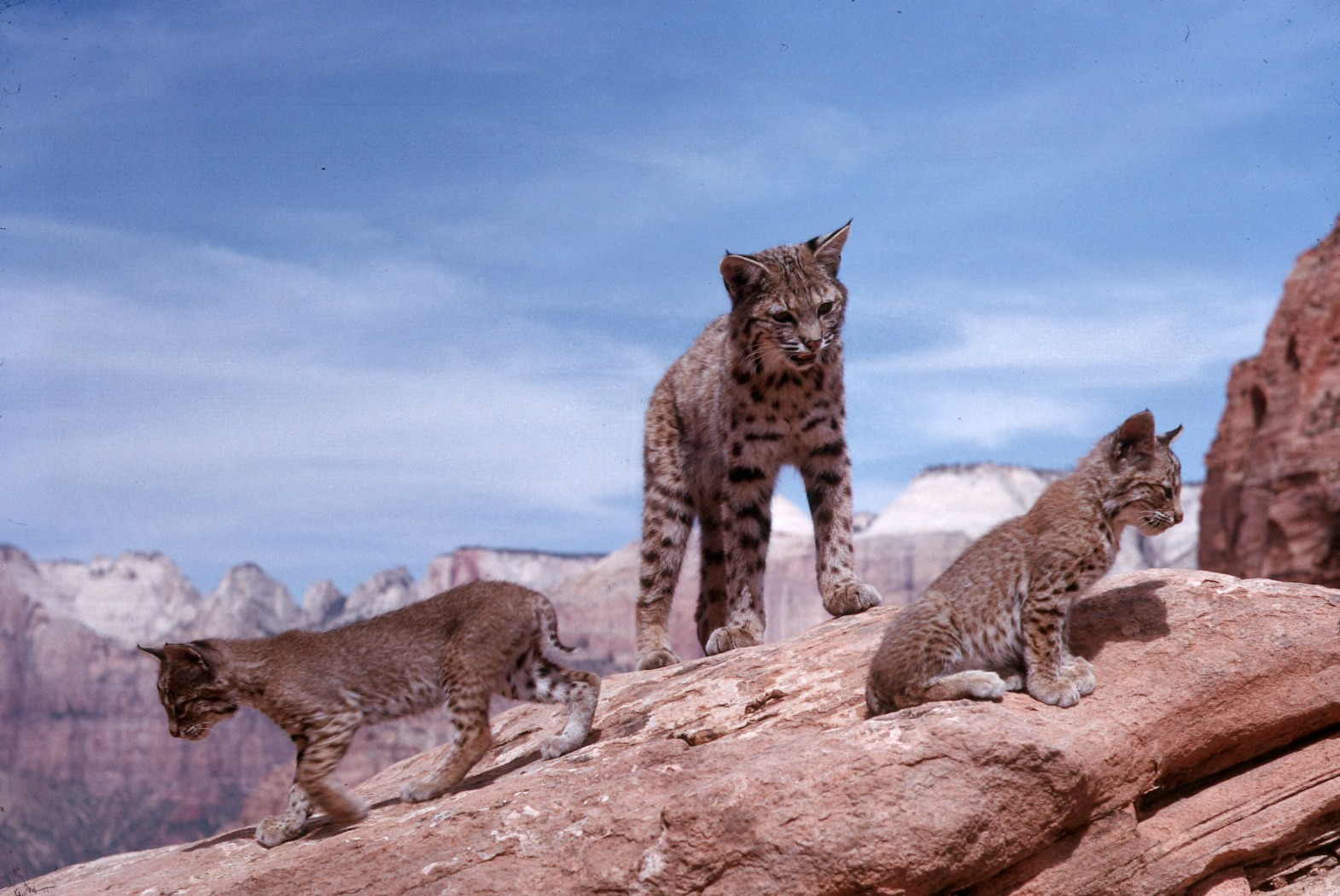
Râs roșu adult cu doi pui

Speranța de viață medie a râsului roșu este de șapte ani, un râs roșu rareori trecând de vârsta de 10 ani. Cel mai bătrân râs roșu liber înregistrat avea 16 ani, iar cel mai bătrân râs roșu captiv înregistrat a trăit până la 32 de ani.
Râșii roșii încep în general să se împerecheze pe la a doua lor vară, deși femelele pot începe încă de la primul lor an. Producerea spermei începe în fiecare an prin septembrie sau octombrie, masculul fiind fertil vara. Un mascul dominant călătorește cu o femelă și se împerechează cu ea de câteva ori, în general din iarnă până în primăvara timpurie; asta variază în funcție de locație, dar cele mai multe împerecheri au loc în cursul lunilor februarie și martie. Perechea poate căpăta un număr de câteva comportamente diferite, printre care se numără ciocnirea, urmărirea și prinderea în ambuscadă reciproce. Alți masculi pot asista, dar fără a interveni. Odată ce masculul își dă seama că femela este receptivă, o apucă prin strânsoarea de gât tipică felidelor și se împerechează cu ea⁠(en)[traduceți]. Femela se poate duce apoi să se împerecheze cu alți masculi, iar masculii în general se împerechează cu mai multe femele. În timpul perioadei de făcut curte, vocalizările râsului roșu includ țipatul și sâsâitul. Cercetarea din Texas a dezvăluit că stabilirea unui domeniu vital este necesară pentru împerechere; animalele studiate care nu aveau un domeniu vital nu au produs niciun rând de pui. Femela are un ciclu estral de 44 de zile, estrul ținând cinci până la zece zile. Râșii rămân dispuși să se reproducă pe parcursul vieților lor.
Femela crește juvenilii de una singură. Unu până la șase, dar de obicei doi până la patru pui sunt născuți în aprilie sau mai, după circa 60 până la 70 de zile de gestație. Uneori, un al doilea rând de pui este născut cel târziu până în septembrie. Femela dă naștere în general într-un spațiu închis, de obicei într-o peșteră mică sau într-un buștean găunos. Juvenilii își deschid ochii pe la vârsta de nouă sau zece zile. Încep să își exploreze împrejurimile la patru săptămâni și sunt înțărcați pe la două luni. Pe când au vârsta de trei până la cinci luni, încep să călătorească cu mama lor. Vânează pe cont propriu începând din toamna primului lor an și de obicei se despart la scurtă vreme după aceea. Totuși, în Michigan au fost observați pui stând cu mama lor până la primăvara următoare.

### Prădători și paraziți

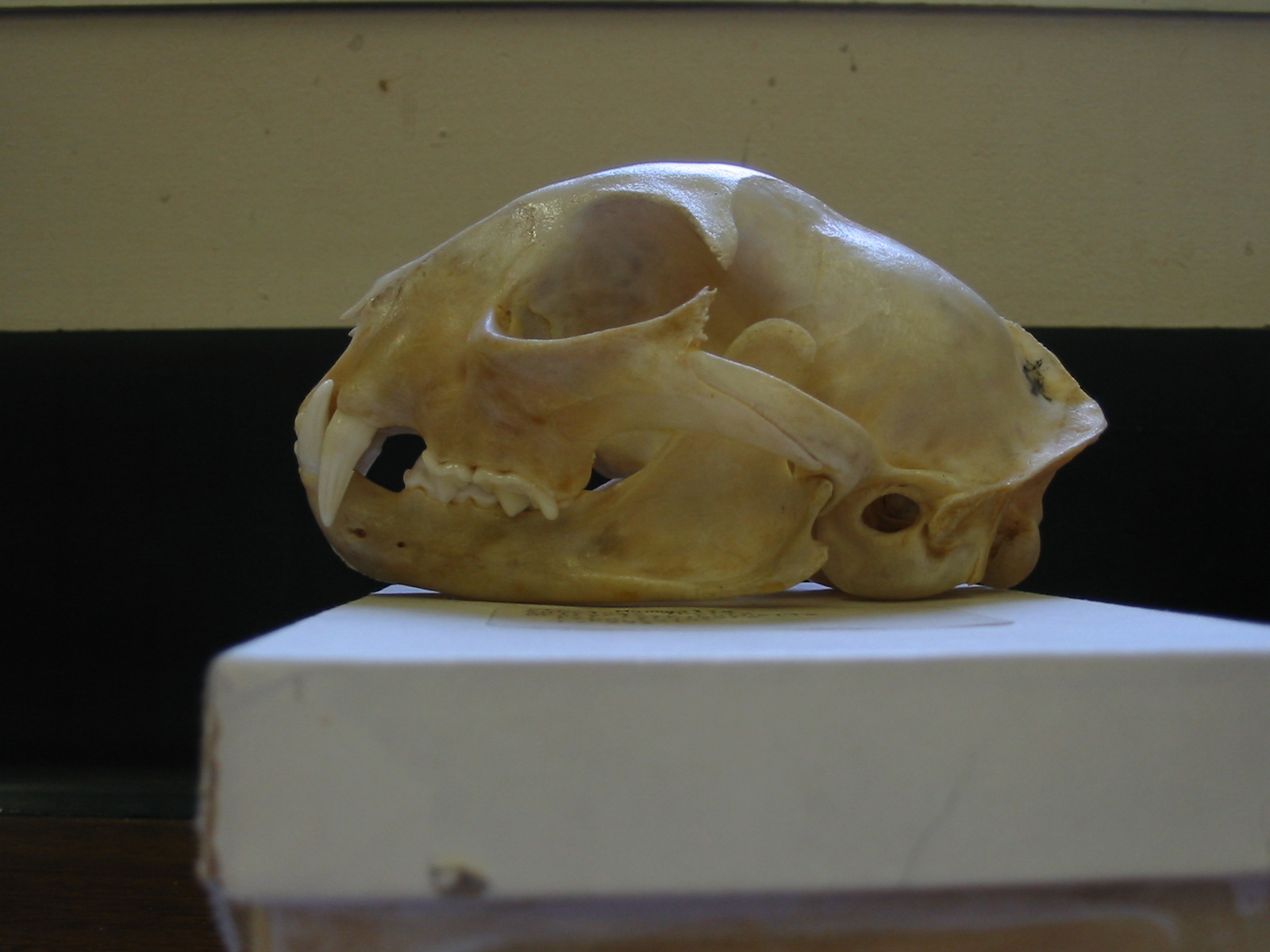
Craniu prezentând canini mari și curbați

Râsul roșu adult are relativ puțini prădători. Cu toate că rar, poate fi ucis în conflicte interspecifice de către câțiva prădători mai mari sau să le cadă drept pradă. Pumele și lupii cenușii pot ucide râși roșii adulți, un comportament observat în repetate rânduri în Parcul Național Yellowstone. Coioți au ucis râși roșii pui și adulți. Cel puțin o observare confirmată a unui râs roșu și a unui urs negru american (Ursus americanus) luptându-se pentru o carcasă este confirmată. La fel ca alte specii de râs, râșii roșii probabil evită confruntările cu urși, în parte pentru că au șanse mari să piardă prăzi în favoarea acestora sau rareori să fie atacați de aceștia. Rămășițe de râși roșii au fost ocazional găsite în zone unde se odihnesc jderi pescari masculi. Au fost filmați aligatori americani (Alligator mississippensis) vânând în mod oportunist râși roșii adulți în sud-estul Statelor Unite. Au fost raportate și acvile de munte (Aquila chrysaetos) vânând râși roșii.

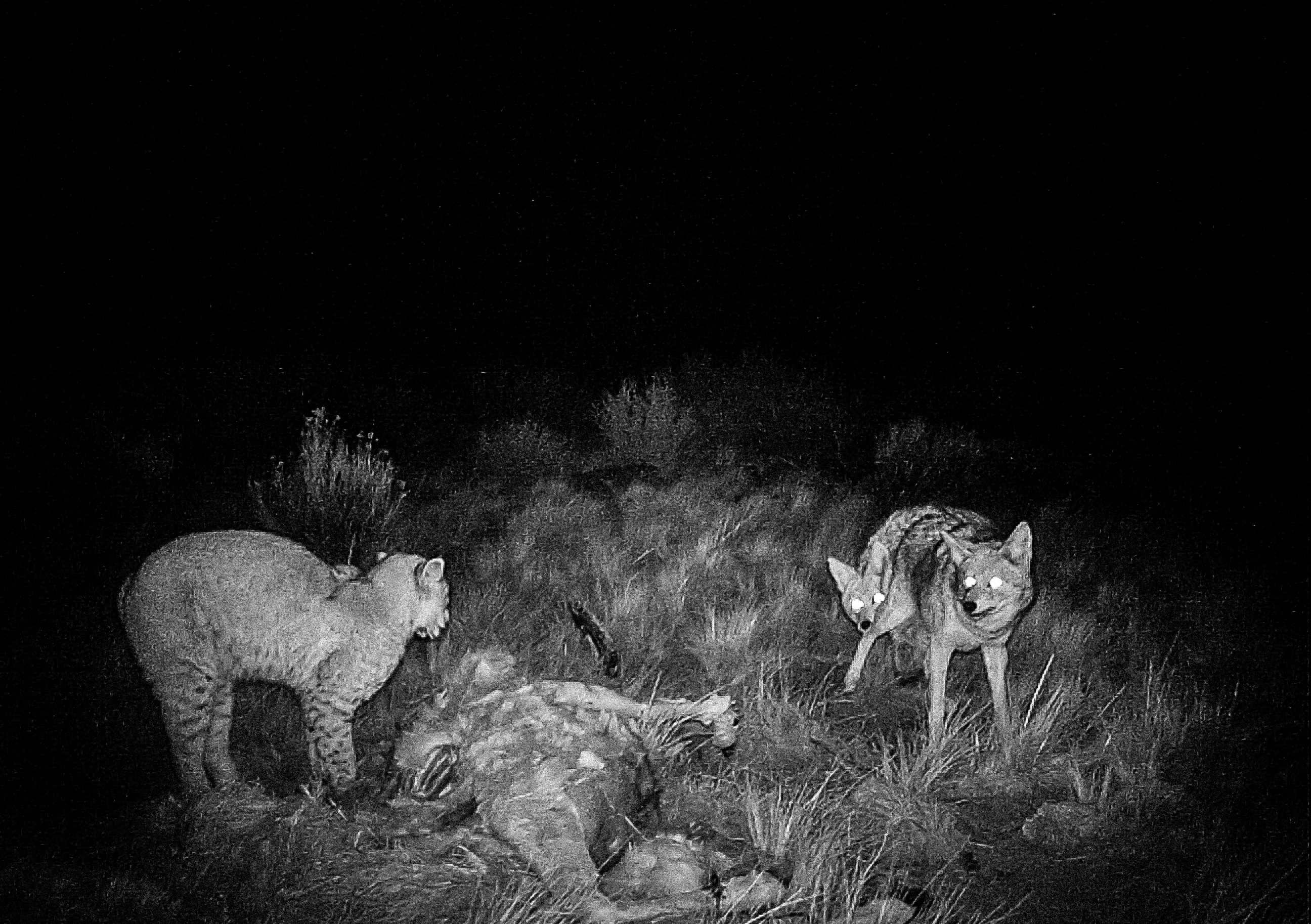
Râs roșu apărând o pradă de o pereche de coioți

Puii pot fi uciși de câțiva prădători, printre care se numără bufnițe virginiene⁠(en)[traduceți], vulturi, vulpi și urși, dar și alți râși roșii masculi adulți. Atunci când populațiile speciilor de pradă nu sunt abundente, mai puțini pui au șanse să ajungă la maturitate.
Bolile, accidentele, vânătorii, automobilele și foametea sunt alte cauze principale ale morții. Juvenilii prezintă mortalitate ridicată la scurt timp după ce își părăsesc mamele, pe când încă își perfecționează tehnicile de vânătoare. Un studiu asupra a 15 râși roșii a raportat ratele anuale de supraviețuire pentru ambele sexe ca fiind în medie de 0,62, în concordanță cu alte cercetări ce sugerează rate de 0,56 până la 0,67. A fost raportat și canibalism în rândul râșilor roșii; râsul roșu poate vâna pui atunci când numărul celorlalte prăzi obișnuite este scăzut, dar asta se întâmplă foarte rar și nu afectează foarte mult populația.
Râsul roșu poate avea paraziți externi, în principal căpușe și purici, și adesea poartă paraziții prăzilor sale, mai ales cei ai iepurilor și ai sciuridelor. Paraziții interni (endoparaziți) sunt comuni în mod special la râșii roșii. Un studiu a descoperit o rată medie de infectare de 52 % cu Toxoplasma gondii, dar cu variație regională mare. Un acarian în particular, Lynxacarus morlani, a fost găsit până acum numai pe râsul roșu. Rolul paraziților și al bolilor în mortalitatea râsului roșu este încă neclar, dar ar putea fi responsabile pentru un număr mai mare al deceselor decât foametea, accidentele și vânarea sa.

## Conservare

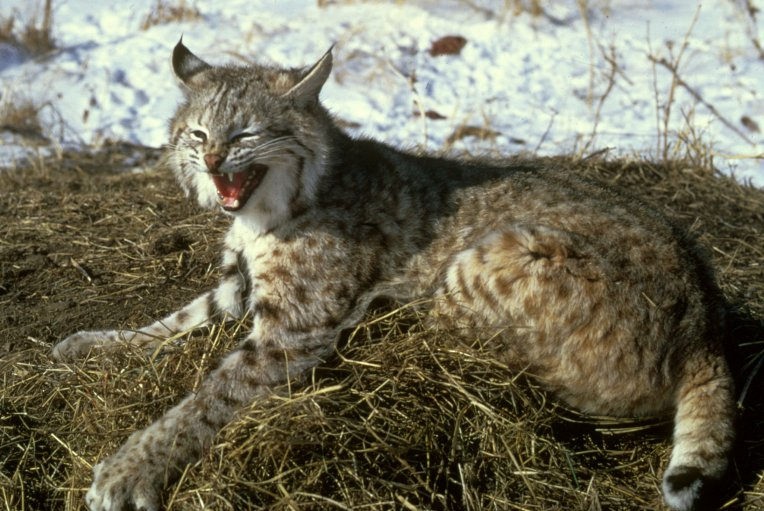
Populația de râși roșii a trecut printr-o scădere a numărului de indivizi în Vestul Mijlociu al Statelor Unite, dar este în general stabilă și sănătoasă.

Râsul roșu este listat în Anexa II a Convenției privind Comerțul Internațional cu Specii Periclitate de Faună și Floră Sălbatică (CITES), ceea ce înseamnă că nu este considerat a fi amenințat cu dispariția, dar acel comerț internațional trebuie monitorizat cu atenție. Animalul este regularizat în toate cele trei țări ale arealului său și se găsește într-un număr de arii protejate ale Statelor Unite⁠(en)[traduceți], teritoriul său principal. Estimările efectuate de US Fish and Wildlife Service⁠(en)[traduceți] au plasat numărul de râși roșii între 700.000 și 1.500.000 în SUA în 1988, arealul și densitatea populației crescute sugerând numere și mai mari în anii următori; din aceste motive, SUA a solicitat CITES să îndepărteze felida din Anexa II. Populațiile din Canada și Mexic rămân stabile și sănătoase. Este listat ca fiind neamenințat cu dispariția pe Lista roșie a IUCN, luându-se în considerare că este relativ răspândit la nivel larg și abundent, dar informațiile din sudul Mexicului sunt sărace.
Specia este considerată a fi pe cale de dispariție din Ohio, Indiana și New Jersey. A fost îndepărtată din lista speciilor amenințate din Illinois în 1999 și din Iowa în 2003. În Pennsylvania, vânarea și prinderea în capcană limitate ale râsului roșu sunt din nou permise, după ce au fost interzise din 1970 până în 1999. Populația de râși roșii a suferit de asemenea o scădere a numărului de indivizi în New Jersey pe la începutul secolului al XIX-lea, în principal din cauza dezvoltărilor agricole și comerciale ce au cauzat fragmentarea habitatului⁠(en)[traduceți]; începând cu anul 1972, râsului roșu îi s-a conferit protecție legală deplină și a fost listat ca fiind pe cale de dispariție în stat în 1991. Râsul roșu mexican L. r. escuinipae a fost pentru o perioadă considerat de către US Fish and Wildlife Service a fi amenințat cu dispariția, dar a fost delistat în 2005. Între anii 2003 și 2011, o reducere cu 87,5 % a numărului de observări în Everglades ale râsului roșu a fost atribuită uciderii râșilor roșii de către invazivul piton întunecat⁠(en)[traduceți].
Râsul roșu a fost valorificat vreme de mult timp pentru blană, cât și activitatea sportivă; a fost vânat și prins în capcană de oameni, dar populația sa s-a menținut ridicată, chiar și în sudul Statelor Unite, unde este vânat la scară largă. În anii 1970 și 1980, o creștere fără precedent în prețul blănii de râs roșu a provocat interes ulterior în vânarea sa, dar pe la începutul anilor 1990, prețurile au scăzut semnificativ. Vânarea regularizată încă continuă, jumătate din mortalitatea unor populații fiind atribuite acestei cauze. Drept consecință, rata deceselor în rândul râșilor roșii crește brusc iarna, când sezonul de vânătoare este în general deschis.
Urbanizarea poate duce la fragmentarea terenurilor naturale contigue, transformându-le în habitat parcelat dinăuntrul unor zone urbane. Animalele care trăiesc în aceste zone parcelate adesea și-au redus deplasarea între parcelele de habitat, ceea ce poate duce la flux de gene și transmisie patogenă reduse între parcele. Animalele precum râșii roșii sunt în mod deosebit sensibile la fragmentarea habitatului din cauza domeniilor lor vitale întinse. Un studiu în California sudică costală a arătat că populațiile de râși roșii sunt afectate de urbanizare, crearea de șosele și de alte dezvoltări. S-ar putea ca populațiile să nu fie în scădere chiar atât de mult pe cât s-a prezis, dar în schimb este afectată conectivitatea diferitelor populații. Asta duce la o descreștere în diversitatea naturală genetică printre populațiile de râși roșii. Pentru râși roșii, păstrarea de spațiu deschis în cantități și calitate suficiente este necesară pentru viabilitatea populației. Educarea cetățenilor locali despre animale este critică, de asemenea, pentru conservarea în zonele urbane.
La râșii roșii ce utilizează habitate urbane în California, utilizarea rodenticidelor a fost corelată atât de otrăvirea secundară prin consumarea de șobolani și șoareci otrăviți, cât și de ratele crescute de infestații severe cu acarieni (din specia Notoedres cati⁠(en)[traduceți]), căci un animal cu un sistem imunitar slăbit de otravă este mai puțin capabil să lupte cu scabia. Autopsii efectuate pe ficat de râși roșii din California care au decedat din cauza acestei scabii au dezvăluit expunere cronică la rodenticide. Măsuri alternative de controloare a rozătoarelor precum controlarea vegetației și utilizarea de capcane au fost sugerate pentru a atenua această problemă.

## Importanță în cultura umană
Povești ce vorbesc despre râsul roșu, cu diferite variații, sunt găsite în câteva culturi indigene în America de Nord, cu versiuni paralele în America de Sud. O poveste de la Nez Perce⁠(en)[traduceți], de exemplu, prezintă râsul roșu și coiotul ca opuși, ca ființe antitetice. Totuși, altă versiune îi reprezintă aidoma și cu egalitate. Claude Lévi-Strauss a dezbătut că conceptul anterior, cel de gemeni ce reprezintă opusul, este o temă inerentă în mitologiile Lumii Noi, dar că aceștia nu sunt personalități balansate egal, reprezentând un dualism cu final deschis în schimbul dualității simetrice a culturilor Lumii Vechi. Așa că noțiunea din urmă, a sugerat Lévi-Strauss, este rezultatul contactului regulat dintre europeni și culturile native. Adițional, versiunea găsită în povestea de la Nez Perce este de o complexitate mai mare, pe când versiunea de egalitate pare să fi pierdut tâlcul poveștii originale.

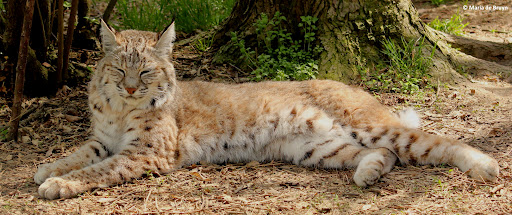
Râs roșu femelă la en

Într-o poveste a Shawnee⁠(en)[traduceți], râsul roșu este păcălit de un iepure, ceea ce duce la apariția petelor sale. După ce prinde în capcană iepurele într-un copac, râsul roșu este convins să facă un foc, numai ca apoi să aibă jarul răspândit prin blana sa, lăsându-l marcat cu pete brune închise. Neamul Mohave⁠(en)[traduceți] credeau că visatul regulat despre ființe sau obiecte le-ar atribui caracteristicile acestora ca puteri supranaturale. Visatul despre două zeități, pumă și râs, credeau ei, le-ar atribui abilitățile de vânătoare superioare ale altor triburi. Locuitori cu descendență europeană ai Americilor au admirat de asemenea felida atât pentru ferocitatea, cât și grațiozitatea sa, iar în Statele Unite se „situează proeminent în antologia ... folclorului național”.
Artefacte de morminte din domuri de pământ excavate în anii 1980 de-a lungul Râului Illinois⁠(en)[traduceți] au dezvăluit un schelet complet al unui râs roșu tânăr alături de un colier făcut din pandative de oase și mărgele de scoici care au fost îngropate de cultura Hopewell⁠(en)[traduceți]. Tipul și locul îngropării indică un animal de companie îmblânzit și prețuit sau o posibilă semnificație spirituală. Oamenii din cultura Hopewell își îngropau în general câinii, așa că oasele au fost inițial identificate drept rămășițele unui cățeluș, dar câinii erau în general îngropați aproape de sat și nu în movilele însele. Asta este singura îngropare decorată a unei felide sălbatice înregistrată vreodată în înregistrările arheologice.
Ca locuitor al regiunii Appalachia⁠(en)[traduceți], Lynx rufus este imortalizat (alături de fondatorul universității, Rufus Putnam⁠(en)[traduceți]) la Universitatea Ohio⁠(en)[traduceți] prin populara mascotă a colegiului, Rufus the Bobcat⁠(en)[traduceți].